# Memoriał Ryszarda Nieścieruka 2001

## VII Memoriał im. Ryszarda Nieścieruka
VII Memoriał Ryszarda Nieścieruka odbył się 20 października 2001. Po raz drugi zwyciężył Sebastian Ułamek.
Wyniki
- 20 października 2001 r. (sobota), Stadion Olimpijski (Wrocław). Sędzia - Włodzimierz Kowalski.
- NCD: 66,14 sek. - Sebastian Ułamek w wyścigu 1.

| Msc. | Zawodnik                | Klub                  | Pkt  |             |  |
| ---- | ----------------------- | --------------------- | ---- | ----------- |  |
| 1    | (1) Sebastian Ułamek    | WTS Wrocław           | 14   | (3,3,3,3,2) |  |
| 2    | (10) Robert Dados       | WTS Wrocław           | 12   | (3,3,0,3,3) |  |
| 3    | (7) Piotr Winiarz       | Stal Rzeszów          | 11+3 | (3,2,3,t,3) |  |
| 4    | (5) Jacek Krzyżaniak    | WTS Wrocław           | 11+2 | (2,2,3,1,3) |  |
| 5    | (3) Grzegorz Walasek    | Włókniarz Częstochowa | 10   | (2,3,1,2,2) |  |
| 6    | (16) Mariusz Staszewski | Stal Gorzów           | 8    | (3,3,1,0,1) |  |
| 7    | (9) Piotr Protasiewicz  | Polonia Bydgoszcz     | 8    | (2,1,2,3,u) |  |
| 8    | (11) Janusz Kołodziej   | Unia Tarnów           | 7    | (1,0,2,3,1) |  |
| 9    | (8) Andrzej Zieja       | WTS Wrocław           | 7    | (1,1,3,2,d) |  |
| 10   | (15) Wojciech Załuski   | Kolejarz Opole        | 7    | (1,1,2,2,1) |  |
| 11   | (13) Piotr Świst        | Stal Gorzów           | 6    | (d,0,2,1,3) |  |
| 12   | (4) Rafał Osumek        | Śląsk Świętochłowice  | 6    | (0,2,1,1,2) |  |
| 13   | (2) Piotr Baron         | Kolejarz Opole        | 4    | (1,0,1,0,2) |  |
| 14   | (14) Krzysztof Słaboń   | WTS Wrocław           | 3    | (2,1,d,d,0) |  |
| 15   | (6) Adam Łabędzki       | Kolejarz Opole        | 2    | (0,2,0,0,d) |  |
| 16   | (12) Mirosław Cierniak  | WTS Wrocław           | 2    | (0,0,0,1,1) |  |
| 17   | (R1) Artur Bogińczuk    | WTS Wrocław           | 0    | (0)         |  |
| -    | (R2) Piotr Świderski    | WTS Wrocław           | -    | (ns)        |  |

Wyścig po wyścigu
1. (66,14) Ułamek, Walasek, Baron, Osumek
2. (67,77) Winiarz, Krzyżaniak, Zieja, Łabędzki
3. (66,74) Dados, Protasiewicz, Kołodziej, Cierniak
4. (68,08) Staszewski, Słaboń, Załuski, Świst (d1)
5. (67,28) Ułamek, Krzyżaniak, Protasiewicz, Świst
6. (66,80) Dados, Łabędzki, Słaboń, Baron
7. (67,42) Walasek, Winiarz, Załuski, Kołodziej
8. (67,71) Staszewski, Osumek, Zieja, Cierniak
9. (67,39) Ułamek, Kołodziej, Staszewski, Łabędzki
10. (67,66) Krzyżaniak, Załuski, Baron, Cierniak
11. (66,73) Zieja, Protasiewicz, Walasek, Słaboń (d3)
12. (67,50) Winiarz, Świst, Osumek, Dados
13. (68,73) Ułamek, Bogińczuk, Cierniak, Słaboń (d4), Winiarz (t)
14. (68,59) Kołodziej, Zieja, Świst, Baron
15. (67,59) Dados, Walasek, Krzyżaniak, Staszewski
16. (68,15) Protasiewicz, Załuski, Osumek, Łabędzki
17. (68,43) Dados, Ułamek, Załuski, Zieja (d4)
18. (68,43) Winiarz, Baron, Staszewski, Protasiewicz (u2)
19. (68,31) Świst, Walasek, Cierniak, Łabędzki (d4)
20. (68,49) Krzyżaniak, Osumek, Kołodziej, Słaboń

Wyścig barażowy o III miejsce:
21. (69,03) Winiarz, Krzyżaniak